# Gullfoss (Reykhólahreppur)
Gullfoss är ett vattenfall i republiken Island.   Det ligger i regionen Västfjordarna, i den västra delen av landet, 160 km norr om huvudstaden Reykjavik.
Terrängen runt Gullfoss i Reykhólahreppur är kuperad.  Trakten runt Gullfoss i Reykhólahreppur är nära nog obefolkad, med mindre än två invånare per kvadratkilometer. Närmaste större samhälle är Reykhólar, 13,3 km söder om Gullfoss i Reykhólahreppur. Trakten runt Gullfoss i Reykhólahreppur består i huvudsak av gräsmarker.